# Hohenberg-Krusemark
Hohenberg-Krusemark là một đô thị thuộc huyện Stendal, bang Sachsen-Anhalt, Đức. Đô thị Hohenberg-Krusemark có diện tích 50,57 km², dân số thời điểm ngày 31 tháng 12 năm 2006 là 1180 người.